# جدارة (بلدة)
تقع بلدة جدارة في جنوب مدينة الطائف الواقعة في غرب المملكة العربية السعودية.
وهي تقع في جهة الجنوبية لمدينة الطائف في ضواحي بني سعد موطن مرضعة الرسول محمد (صلى الله عليه وسلم) حليمة السعدية.
تتكون جدارة من خمس قرى:
- قرية - قواعد"الشعاريه"
- قرية - الغدران
- قرية - المحاسنة
- قرية - منيفة
- قرية - سواس[1]

تشتهر جدارة بالزراعة والرعي ومن أبرز المنتجات الزراعية فيها الرمان والعنب والتين بنوعيه إضافة إلى الخضار
الطقس في جدارة بارد شتاءً ومعتدل في الصيف. يتمتع المجتمع في جداره بالترابط الاجتماعي والتكافل.